# Norylsk
Norylsk (ros. Норильск, Norilsk) – miasto zamknięte w azjatyckiej części Rosji w Kraju Krasnojarskim, w Tajmyrskim Dołgano-Nienieckim rajonie. Norylsk jest jednym z najbardziej wysuniętych na północ miast na świecie.
W 2020 miasto liczyło 181 830 mieszkańców i podlega bezpośrednio władzy w Kraju Krasnojarskim. Zostało zbudowane w latach 30. XX wieku przez więźniów. W czasach ZSRR rejon wielu łagrów. Prawa miejskie uzyskało w 1953 r. Więźniowie oraz uwolnieni stanowili główną siłę roboczą do 1955 r.
Jest ośrodkiem hutnictwa i górnictwa metali nieżelaznych (niklu, kobaltu, platyny) oraz węgla kamiennego. Znajduje się tu Zapolarny Uniwersytet Państwowy im. Nikołaja Fiedorowskiego oraz filie innych uczelni, m.in. Instytut Badawczy Rolnictwa i Ekologii Arktyki Syberyjskiego Oddziału Rosyjskiej Akademii Nauk. Występuje tu przemysł spożywczy i budowlany. Miasto ma port lotniczy Ałykiele położony obok lokalnej zelektryfikowanej linii kolejowej łączącej go z portem Dudinką nad Jenisejem. Norylsk nie ma bezpośredniego połączenia drogowego z resztą Rosji, transport odbywa się drogą powietrzną i wodną (morską i rzeczną po Jeniseju).
Miasto jest siedzibą powstałej w 2014 eparchii norylskiej.
W mieście rozwinął się przemysł hutniczy, materiałów budowlanych oraz spożywczy.
Przyjazd do miasta wymaga zgody FSB.

## Historia
Region norylski jest nadzwyczaj obfity w bogactwa naturalne, szczególnie w rudy niklu, miedzi i platyny oraz w wysokowartościowy węgiel kamienny. W celu wykorzystania tych bogactw władze ZSRR postanowiły w roku 1935 założyć w Norylsku ośrodek przemysłowy zorganizowany jako obóz przymusowej pracy poprawczej. Kombinat niklu miał przetapiać rudy na miejscu i częściowo także poddawać je rafinacji.
W pierwszych dwóch dziesięcioleciach swego istnienia wszystkie budowle Norylska były wznoszone prawie wyłącznie przez więźniów. Także w kombinacie niklowym pracowali niemal wyłącznie więźniowie, którzy w okresie od 1935 do 1956 więzieni byli w tak zwanym Norylskim Obozie Poprawczym (skrót rosyjski: Norilłag). Liczba więźniów tego obozu wzrastała stale aż do śmierci Stalina w 1953 i osiągnęła we wczesnych latach pięćdziesiątych około 70 000 osób.
Między 1948 i 1954 rokiem istniał w Norylsku także „Obóz specjalny nr 2” („Obóz Górniczy” – „Gorłag”, „Gornyj łagier”), w którym umieszczono w szczególnie ciężkich warunkach więziennych około 20 000 (prawie wyłącznie politycznych) więźniów. Latem 1953, parę miesięcy po śmierci Stalina, wybuchło w obozie powstanie więźniów, które trwało wiele miesięcy.
W Norylsku znajduje się największy na świecie zakład wytopu metali ciężkich należący do spółki Nornikiel. Kompleks produkuje rocznie 500 tysięcy ton miedzi, tyle samo niklu, emitując 2 miliony ton dwutlenku siarki. Według raportu organizacji Blacksmith Institute śnieg jest tam czarny, w powietrzu unosi się zapach siarki, a szacowana długość życia pracowników fabryki jest o 10 lat krótsza od średniej długości życia w Rosji. Raport zawierał też deklarację władz kombinatu o wysiłkach na rzecz poprawy sytuacji, m.in. przemieszczenia zakładów niklowych poza miasto i zredukowania corocznej emisji dwutlenku siarki do poziomu 400 tysięcy ton w 2015 r.

## Galeria

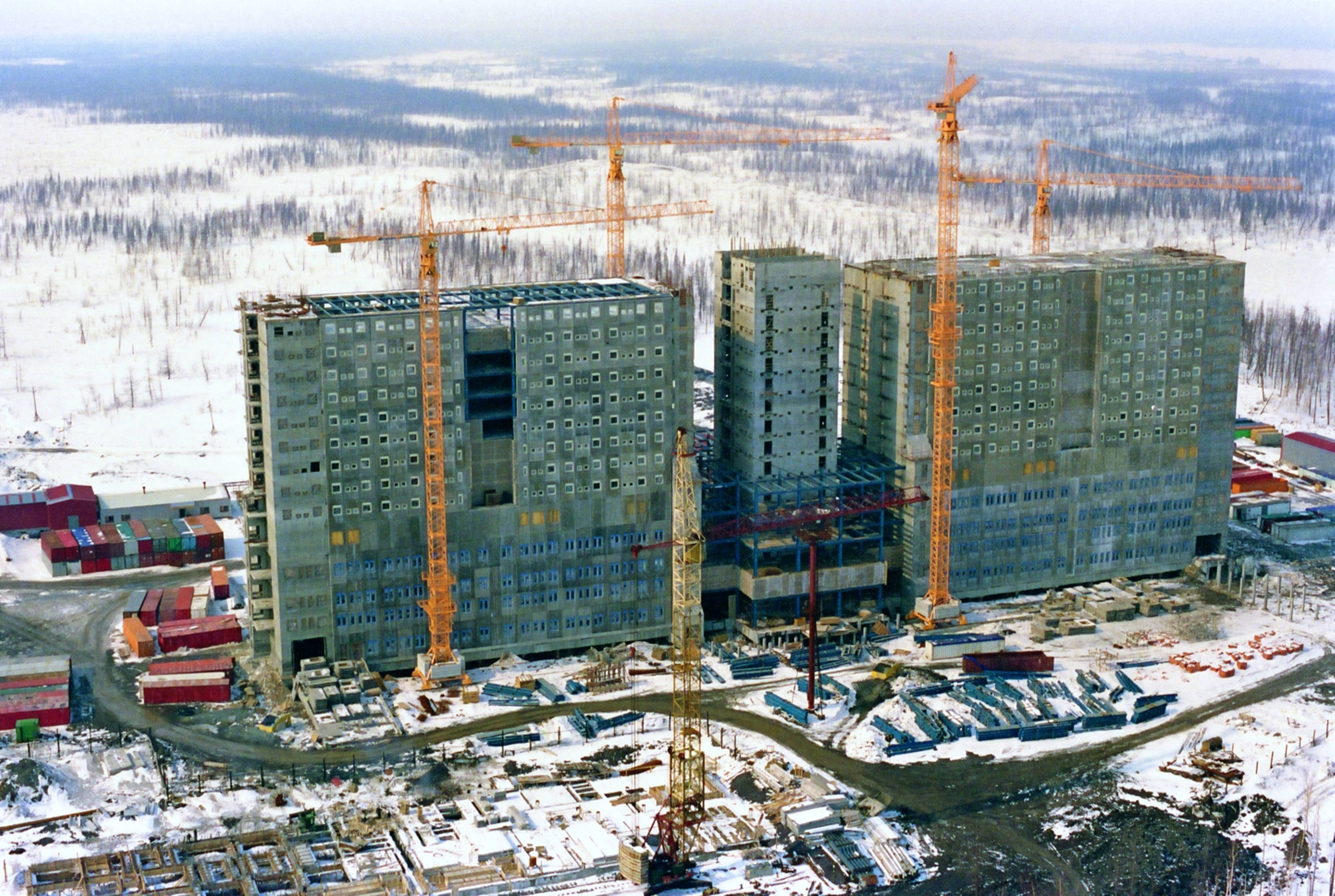
Budowa szpitala
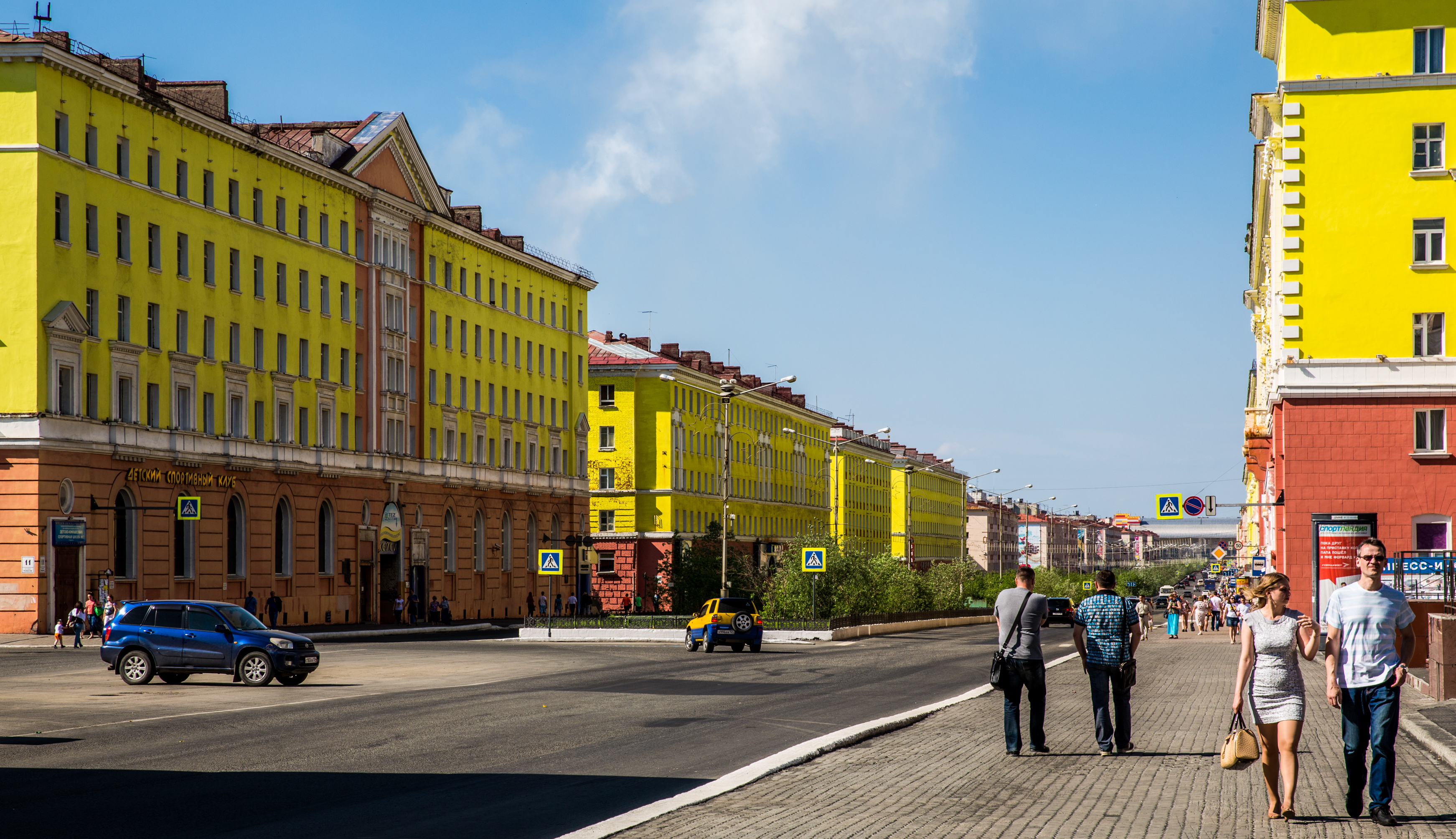
Prospekt Lenina
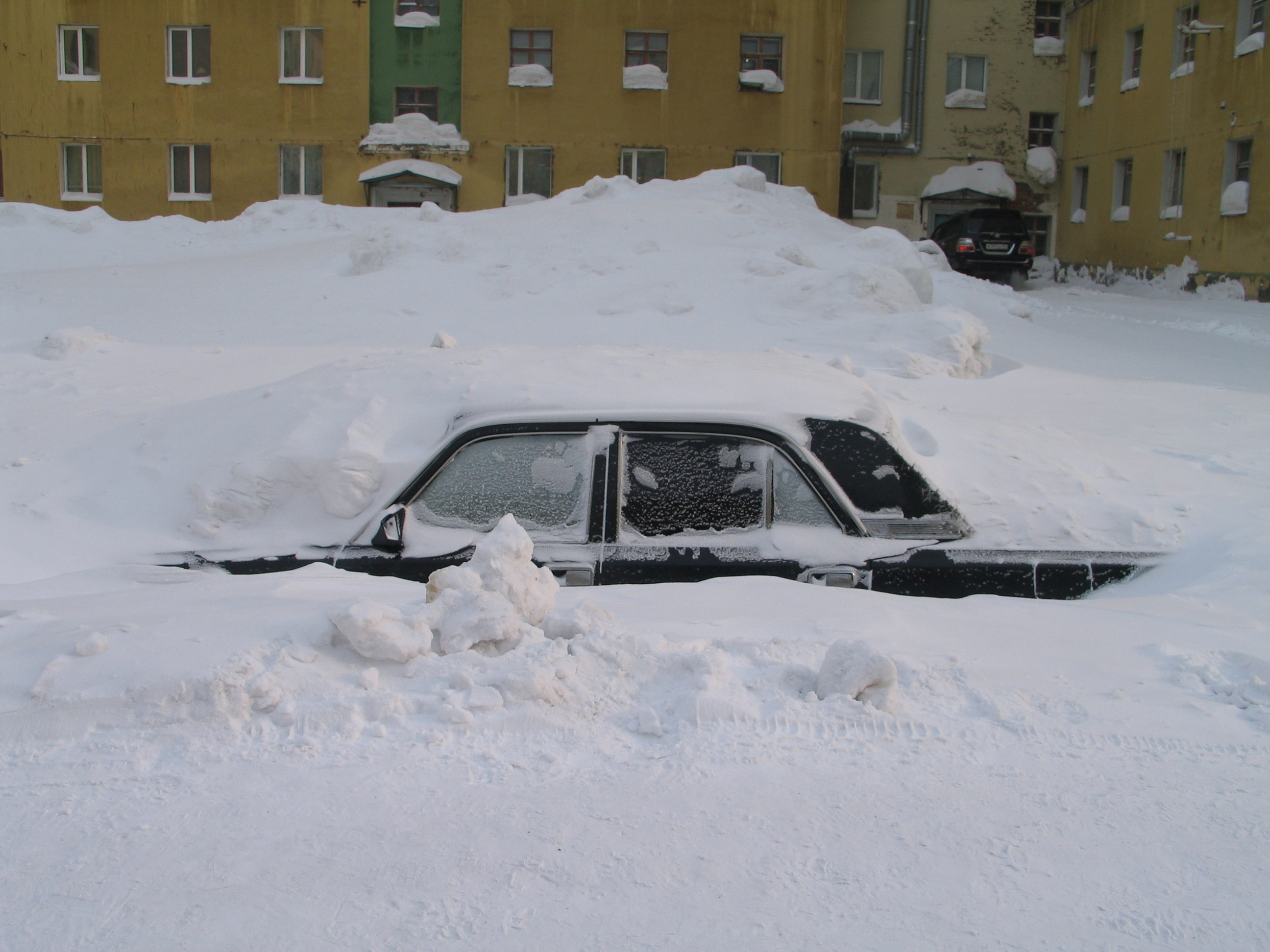
Zima w Norylsku
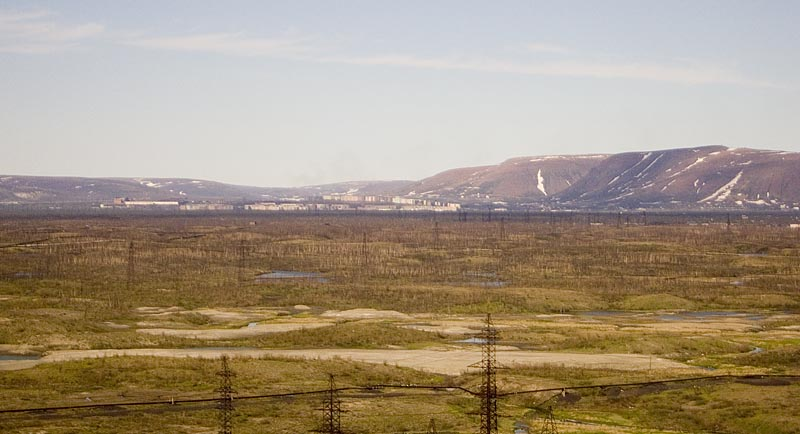
Tundra wokół Norylska
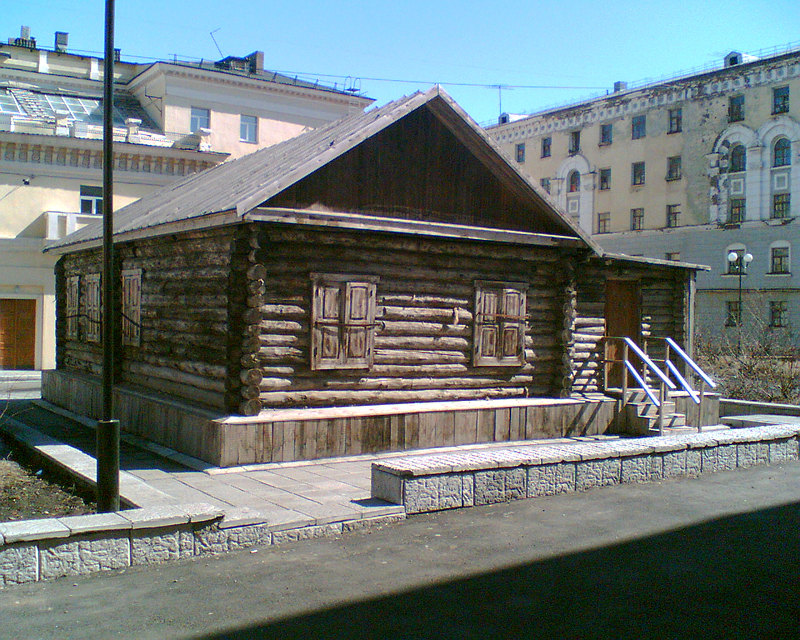
„Pierwszy dom” w Norylsku, zbudowany w 1921